# 晴海通
晴海通（日语： Harumi dōri ?）是日本東京都一條由千代田區祝田橋交差點通至江東區東雲交差點的道路。

## 晴海通（本線）
- 國道1號　祝田橋交差點～日比谷交差點
- 東京都道304號日比谷豐洲埠頭東雲町線　日比谷交差點～東雲交差點